# 무역

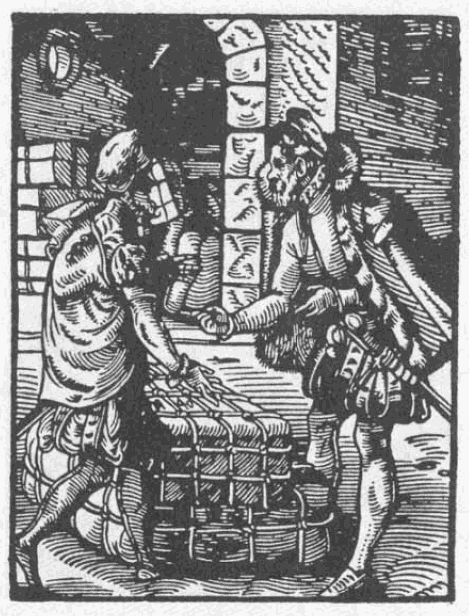
16세기 독일의 두 상인

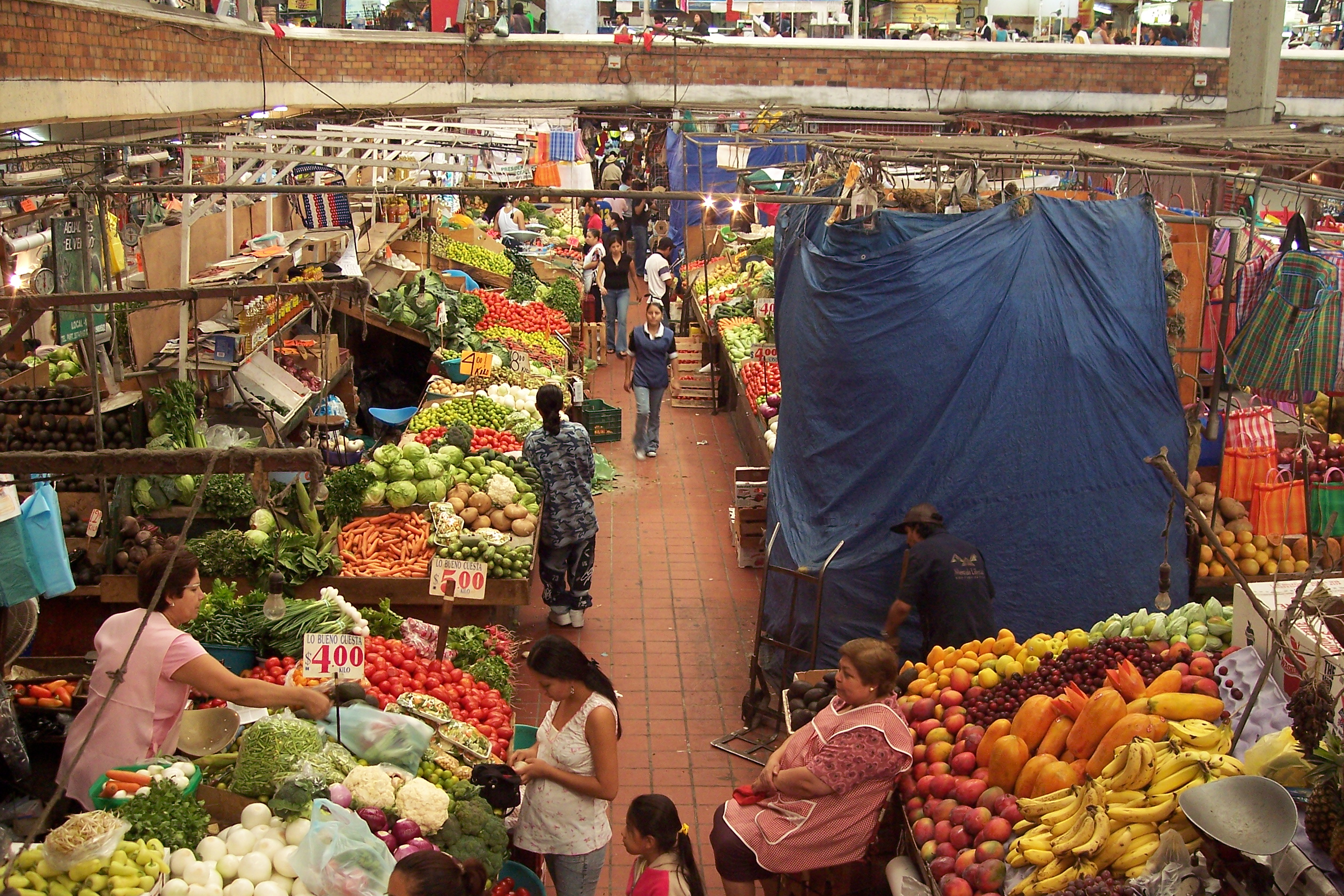
할리스코 과달라하라에 있는 산 후안 데 디오스 시장

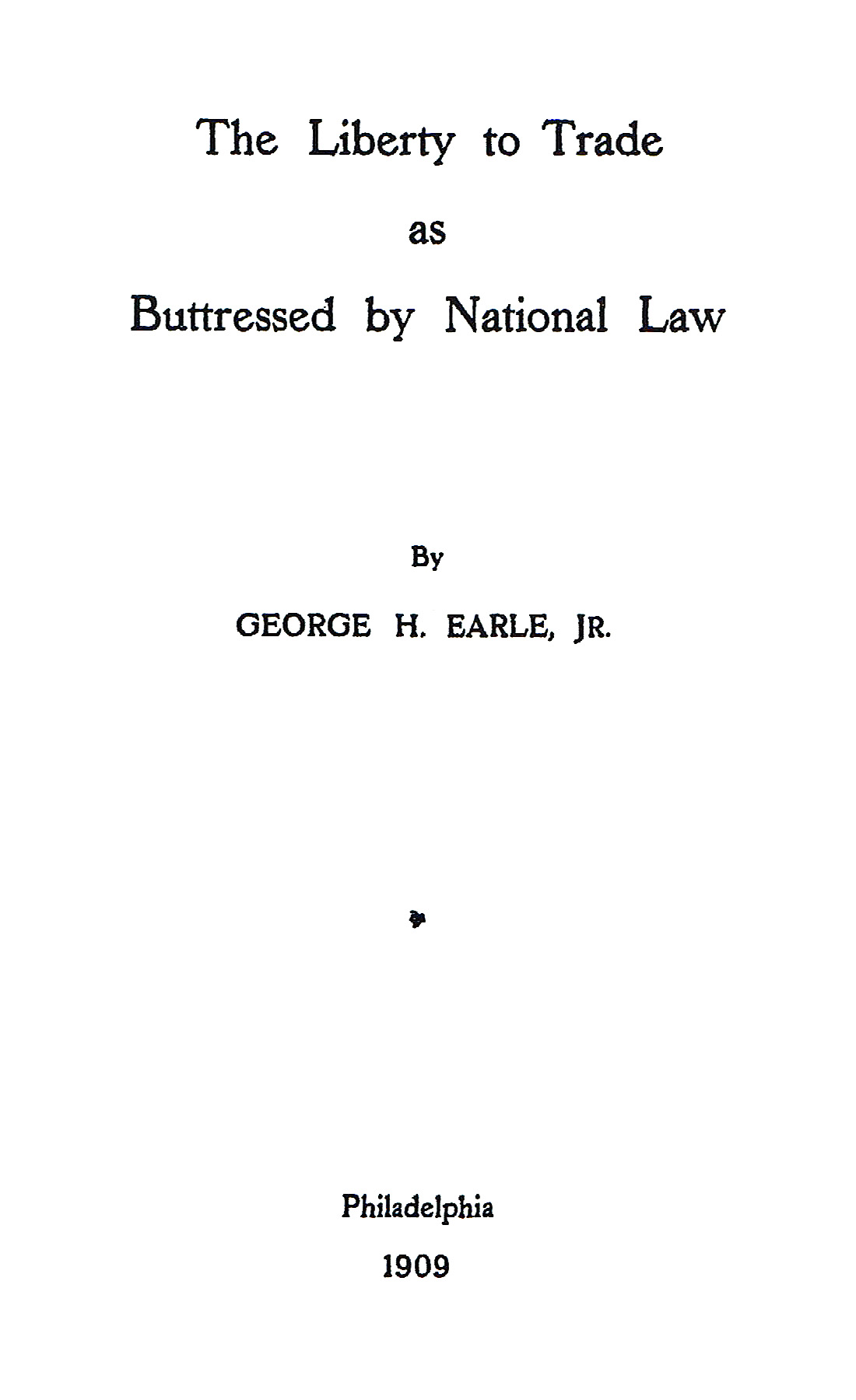
조지 하워드 얼 주니어가 쓴 '거래의 자유' (1909).

무역(貿易, 영어: trade) 또는 교역(交易), 통상(通商)은 재화와 서비스의 자발적인 교환이다. 무역을 가능케 하는 메카니즘을 시장이라고 부른다. 무역과 교역의 차이는, 무역은 나라간·지역간의 교환을 포함하는 개념인 반면에 교역이나 통상은 주로 나라간의 교환만을 한정하는 개념이다.
무역의 초창기 형태는 재화와 서비스를 직접 교환하는 물물교환이었다. 근대의 상인들은 보통 화폐와 같은 교환 수단을 통해 협상한다. 그 결과 사는 것(buying)과 파는 것(selling), 버는 것(earning)이 분리될 수 있다. 화폐의 발명은 무역을 크게 단순화시키고 촉진시켰다.
무역은 여러 이유 때문에 존재한다. 전문화와 노동의 분업으로 인해 대부분의 사람들은 특정 생산에 집중하게 되고, 다른 생산품은 교역하게 된다. 무역은 지역 간에도 존재하는데, 그 이유는 특정 무역 상품의 생산에 있어 서로 비교 우위가 있거나, 규모에 의한 대량 생산의 이점을 가능케 하기 때문이다. 그러한 것처럼 지역 간 시장 가격에서의 무역은 두 지역 모두에게 이익이 된다.

## 세계의 무역
세계의 무역은 선진공업국과 저개발국 사이의 ‘남북문제’나 자본주의국과 사회주의국 사이의 ‘동서무역문제’, 그리고 그 밖에 무역자유화문제 등 허다한 문제를 안고 있으면서도 순조롭게 발전해 나가고 있다.

### 무역량
세계의 무역고는 해마다 증가하고 있다. 1986년에서 1988년 사이의 3년간에 상품수출고는 2,126,043천만 달러에서 2,812,200천만 달러로 32.2% 증가했다. 그러나 세계를 몇 개의 권역으로 구분하면 그 증감추세는 차이가 있다.우선 미·일·유럽(EC, EFTA)을 주축으로 하는 선진자유 제국과 아시아(NICS 포함)·아프리카·사회주의 국가를 주축으로 하는 개발도상국으로 구분하면 NICS의 고도성장률도 주목될 만하지만 선진자유제국의 신장률에는 미치지 못하고 있다. 이 기간중 선진 자유제국의 신장률은 34%였던 데 비해 개발도상국은 32%, 사회주의국가군의 신장률은 20.7%에 그치고 있다. 국가별로 볼 때 EC를 주축으로 하는 서구제국의 신장률이 두드러졌으며 일본 26.6% 증가에 비해 미국은 마이너스 성장을 보임으로써 무역역조현상이 급속히 심화되고 있다.상품수입고에 있어서는 선진자유제국이 동기간중 34% 증가, 개발도상국이 31% 증가로 나타났는데 일본은 선진국의 무역역조 시정요구의 영향으로 48.3%의 높은 증가추세를 보였다.선진 자본주의 제국의 무역액은 타지역에 비해서 월등히 많았다. 각 권역의 수출액을 세계 수출 총액에 비교해 보면 선진자유 제국이 70,5%, 개발도상국이 19.7%, 산유국 및 저개발국이 4.5%, 나머지가 사회주의 제국인데 그 규모의 계산은 다소 유동적이다. 무역 의존도가 특히 높은 나라는 벨기에·영국·네덜란드·일본인데 북유럽 제국과 캐나다·독일 등도 높다. 무역의존도가 낮은 나라는 사회주의 제국과 저개발국들이다.

### 무역품
무역 상품은 그 종류와 규모에 있어서 다양·복잡하기 때문에 무역상품 분류표(CCCN)에 의해 관세 행정·통계적 목적으로 추계되고 있다.국가별로 공업제품이 반 이상을 차지하는 나라는 EEC제국· OECD제국·타이완·일본 등인데 그 중에서도 스위스·독일·영국·일본은 공업제품이 수출품의 90% 전후를 차지하고 있다. 원료, 연료나 식품, 음료, 담배 등의 수출이 많은 나라는 저개발 제국과 오스트레일리아 수출의 80  90%를 원료나 식량 등의 수입이 많은 나라는 영국·이탈리아 등 서유럽 제국과 동남아 제국이며, 원료나 연료의 수입이 많은 나라는 일본과 원료·연료 수입률의 비중은 대단히 높다.제조품의 수입은 많은 것은 오스트레일리아·캐나다 등, 현재 공업화가 진행되고 있는 나라들과 저개발 제국 및 유럽의 소국들이다.세계의 무역품 중에서 주요한 것은 원유·철광석·석탄·코크스·보리·밀·설탕·펄프·시멘트·화학비료·기계제품 등이다. 이 중 원유의 거래량은 매년 대폭 증가하고 있다. 1971년부터 최근까지 원유의 무역량은 해마다 신장했다. 원유는 서남아시아 제국과 베네수엘라 등 저개발국에서 선진공업국으로 수출되고 있다. 원유 외에 철광석, 펄프, 화학비료 등의 무역량도 늘어나고 있다. 그 반면 석탄과 시멘트는 무역량이 감소되는 경향을 보이고 있다.

## 인터넷 무역
인터넷을 이용한 무역이 활기를 띠고 있다. 특히 해외지사나 영업망을 갖추지 못한 중소기업들이 인터넷에 상품소개 정보를 띄운 뒤, 이를 본 바이어와 상담하는 방식으로 무역이 이루어진다. 한국의 대표적 인터넷 무역 사이트인 KOTRA가 운영하는 사이트는 한국 업체의 상품에 대한 정보가 컬러사진, 동영상, 음성, 애니메이션 등 다양한 형태로 제공되고 있다. 해외 바이어들은 이들 상품을 인터넷으로 확인한 뒤 전자우편으로 상담을 주고받다가 조건이 맞으면 직접 만나 계약을 맺는다. 하지만 인터넷 상에는 자신의 능력을 과장하거나 심지어 물건을 받은 뒤 대금을 떼먹는 바이어들도 많으므로 계약하기 전 반드시 현지 무역관 등을 통해 바이어들의 실체를 확인해야 한다.

## 같이 보기
- 국제 무역
- 자유 무역
- 무역 정책